# Leptosphaeria
Leptosphaeria  Ces. & De Not. – rodzaj grzybów z rodziny Leptosphaeriaceae.

## Systematyka i nazewnictwo
Pozycja w klasyfikacji według Index Fungorum: Leptosphaeriaceae, Pleosporales, Pleosporomycetidae, Dothideomycetes, Pezizomycotina, Ascomycota, Fungi.
Synonimy nazwy naukowej: Ampullina Quél., Baumiella Henn., Bilimbiospora Auersw., Dendroleptosphaeria Sousa da Câmara, Dothideopsella Höhn., Exilispora Tehon & E.Y. Daniels, Humboldtina Chardón & Toro, Leptosporopsis Höhn., Macrobasis Starbäck, Myriocarpium Bonord., Ocellularia sect. Phyllophthalmaria Müll. Arg., Phaeoderris (Sacc.) Höhn., Phyllophthalmaria (Müll. Arg.) Zahlbr., Scleroderris subgen. Phaeoderris Sacc., Sclerodothis Höhn., Scoleciasis Roum. & Fautrey.
Nazwa polska według W. Fałtynowicza.

## Niektóre gatunki
- Leptosphaeria avenaria G.F. Weber 1922
- Leptosphaeria arnoldii Rehm 1904 – tzw. feospora pawężnicowa
- Leptosphaeria associata Rehm 1912
- Leptosphaeria belamcadae G.M. Chang & P.K. Chi 1994
- Leptosphaeria biebersteinii Gucevič 1970
- Leptosphaeria bispora (P. Larsen) Munk 1957
- Leptosphaeria maculans Ces. & De Not. 1863
- Lysospora singularis (Magnus) Arthur 1906

Nazwy naukowe na podstawie Index Fungorum. Nazwy polskie według W. Fałtynowicza.